# ملكة جمال الولايات المتحدة الأمريكية 1990
مسابقة ملكة جمال الولايات المتحدة الأمريكية 1990  (بالإنجليزية: Miss USA 1990)‏ هي مسابقة ملكة جمال الولايات المتحدة الأمريكية التاسعة والثلاثين في تاريخ مسابقة ملكة جمال الولايات المتحدة الأمريكية منذ انطلاقتها عام 1952، تم بث على الهواء مباشرة من مركز مؤتمرات القرن الثاني في ويتشيتا بولاية كنساس في 2 مارس 1990. وفي ختام المسابقة النهائية ، توجت كارول غيست من ميشيغان من حاملة اللقب السابقة غريتشين بوليموس من تكساس . أصبحت كارول أول فائزة أمريكية من أصل أفريقية على الإطلاق وأول امرأة من ميشيغان تتوج ملكة جمال الولايات المتحدة الأمريكية ، منهية سلسلة "Texas Aces" من عام 1985.

## النتائج

### المراكز النهائية
| النتائج النهائية                          | المتنافسة |
| ----------------------------------------- | --- |
| ملكة جمال الولايات المتحدة الأمريكية 1990 | - ميشيغان - كارول جيست |

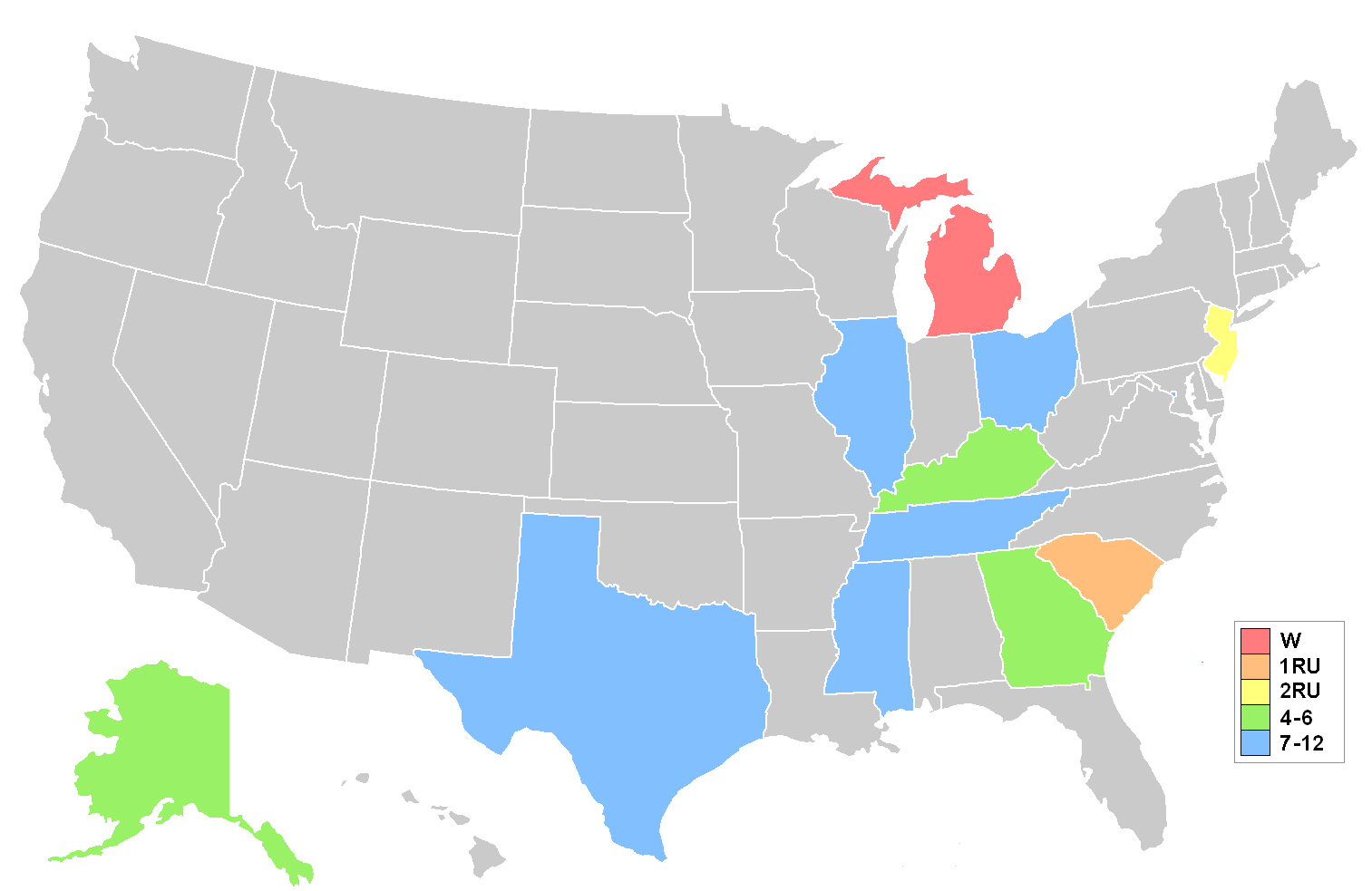
خريطة توضح المواضع حسب الولاية

| الوصيفة الأولى                            | - كارولاينا الجنوبية - جينا توليسون |
| الوصيفة الثانية                           | - نيو جيرسي - كارين هارتز |
| أفضل 6                                    | - ألاسكا - كارين ماير - جورجيا - بريندا لايتليتر - كنتاكي - تيفاني تينفيلد                                                                                    |
| أفضل 12                                   | - مقاطعة كولومبيا - كاثرين ستابلز - إلينوي - كارلا مايرز - ميسيسيبي - ستيفاني تينيك - أوهايو - ميليسا بروكتور - تينيسي - تشاريتا موسى - تكساس - ستيفاني كوهني |

## المتسابقات
- ألاباما - ناتالي مور
- ألاسكا - كارين ماير
- أريزونا - ليزلي ليونارد
- أركنساس - كاثرين هاريس
- كاليفورنيا - سينثيا نيلسون
- كولورادو - ميشيل هاريسون
- كونيتيكت - أليسون باربو ديوريو
- ديلاوير - نيكسي دنت
- مقاطعة كولومبيا - كاثرين ستيبلز
- فلوريدا - تريشيا هان
- جورجيا - بريندا ليثليتر
- هاواي - ليمومي باكالسو
- أيداهو - سيندي إستي
- إلينوي - كارلا مايرز
- إنديانا - ميري لين بوكر
- آيوا - إليزابيث مولهاوبت
- كانساس - ريبيكا بورتر
- كنتاكي - تيفاني تينفيلدي
- لويزيانا - جين بيرنز
- مين - لي بوبار
- ماريلاند - جولي ستانفورد
- ماساتشوستس - لورين ميرفي
- ميشيغان - كارول جيست
- مينيسوتا  - جانيت تفيتا
- ميسيسيبي - ستيفاني تنيك
- ميزوري - لوري سوشنيك
- مونتانا - كيمبرلي بيرغر
- نبراسكا - أنجيلا هامفري
- نيفادا - ميشيل ييجي
- نيو هامبشاير - ليزا بارنبيكات
- نيو جيرسي - كارين هارتز
- نيو مكسيكو - لاريسا كانادي
- نيويورك - باتريشيا ميرفي
- كارولاينا الشمالية - التمان ألين
- داكوتا الشمالية - كاري لارسون
- أوهايو - ميليسا بروكتور
- أوكلاهوما - لورالين نورتون
- أوريغون - إليزابيث ميشود
- بنسلفانيا - إليزابيث سيباك
- رود آيلاند - سوزان ليما
- كارولاينا الجنوبية - جينا توليسون
- داكوتا الجنوبية - فاليري سيجنوها
- تينيسي - شاريتا موسى
- تكساس - ستيفاني كون
- يوتا - ديبرا لين
- فيرمونت - ستيفاني بيسي
- فرجينيا - إيفلين غرين
- واشنطن - ميليسا ديكسون
- فرجينيا الغربية - سابرينا أندرسون
- ويسكونسن - لين مولكاهي
- وايومنغ - شيريل جيمس

## روابط خارجية
- موقع ملكة جمال الولايات المتحدة الأمريكية الرسمي